# Oppia neonominata
Oppia neonominata är en kvalsterart som beskrevs av Subías 2004. Oppia neonominata ingår i släktet Oppia och familjen Oppiidae. Inga underarter finns listade i Catalogue of Life.